# Steve Gardner (Fußballspieler, 1958)
Stephen David „Steve“ Gardner (* 7. Oktober 1958) ist ein ehemaliger englischer Fußballspieler. Der Offensivspieler spielte im Laufe seiner Karriere in England, Schweden und den Vereinigten Staaten.

## Werdegang
Gardner spielte in der Jugend bei Ipswich Town. Nachdem er sich dort nicht hatte durchsetzen können, schloss er sich 1977 dem Zweitligisten Oldham Athletic in der Second Division an. Dort erzielte er in den folgenden vier Spielzeiten zwei Tore in 53 Spielen.
Im Januar 1981 wechselte Gardner in die zweite schwedische Liga zum Karlskrona AIF, mit dem er am Ende seiner ersten Spielzeit als Tabellenvierter den Aufstieg in die Allsvenskan verpasste. Nach einem neunten Platz am Ende der folgenden Spielzeit schloss er sich als Nachfolger des nach Deutschland gewechselten Dan Corneliusson im Sommer 1983 dem IFK Göteborg in der ersten Liga an. Als regelmäßiger Torschütze in der Meisterschaftsendrunde führte er die Mannschaft um Glenn Hysén, Tord Holmgren, Glenn Schiller und Thomas Wernerson ins Endspiel gegen Östers IF und zur erfolgreichen Titelverteidigung. Parallel war er neben Tommy Holmgren auch Torschütze für den Klub in der ersten Runde des Europapokals der Landesmeister 1983/84 beim 2:1-Heimerfolg gegen den italienischen Vertreter AS Rom, nach einer 0:3-Hinspielniederlage schied der Klub jedoch aus dem Wettbewerb aus. In der folgenden Spielzeit bestritt er lediglich 16 Saisonspiele, da er im Sommer in die USA zu den Dallas Sidekicks in die Major Soccer League weitergezogen war. In der seinerzeit höchsten US-amerikanischen Spielklasse erzielte er bis zum Jahresende drei Tore in 16 Spielen. Im November 1984 erlitt er bei einem Autounfall Gesichtsverletzungen.
Anfang 1985 wechselte Gardner in die zweite schwedische Liga zum Göteborger Lokalrivalen GAIS. Obwohl zeitweise im Saisonverlauf mit einer Fußverletzung gehandicapt, führte er den Klub mit zwölf Saisontoren in die Relegation gegen den Stockholmer Verein Djurgårdens IF. Nach einem 0:0-Remis im Hinspiel endete das Rückspiel nach Verlängerung nach Toren von Lenna Kreivis für GAIS und Teddy Sheringham für Djurgårdens IF ebenfalls Unentschieden, erst im Elfmeterschießen verpasste die Göteborger Mannschaft den Aufstieg. Als Tabellendritter verpasste er mit dem Klub im folgenden Jahr ebenfalls den Aufstieg, ehe das Jahr 1987 äußerst erfolgreich war. Einerseits gelang am Saisonende die Rückkehr ins Oberhaus, für ihn standen sieben Tore in 26 Spielen zu Buche. Andererseits erreichte er an der Seite von Ulf Johansson, Magnus Gustafsson und Tony Persson das Endspiel um den Landespokal, das jedoch mit einer 0:2-Niederlage gegen Kalmar FF endete. In der Erstliga-Spielzeit 1988 war er neben dem Tunesier Samir Bakaou, dem US-Amerikaner Thomas Phillips und seinem Landsmann Allan Dodd einer der ersten ausländischen Spieler des Klubs in der Allsvenskan. Für den Klub bestritt er 19 Spiele in der Eliteserie, ehe er nach einem achten Tabellenplatz den Verein nach 24 Toren in 83 Spielen Ende 1988 verließ.